# Lída Baarová
Lída Baarová, rozená Ludmila Babková, provdaná Kopecká, později Lundwall (7. září 1914 Praha – 27. října 2000 Salcburk), byla česká herečka. Před rokem 1945 rozvíjela svou filmovou kariéru s úspěchem nejen v Československu, ale také v Německu a Itálii. V emigraci po roce 1948 účinkovala také v italských a španělských filmech. Kontroverzním tématem, které Baarovou provázelo až do její smrti, byl její milostný vztah s říšským ministrem propagandy Josephem Goebbelsem.

## Život

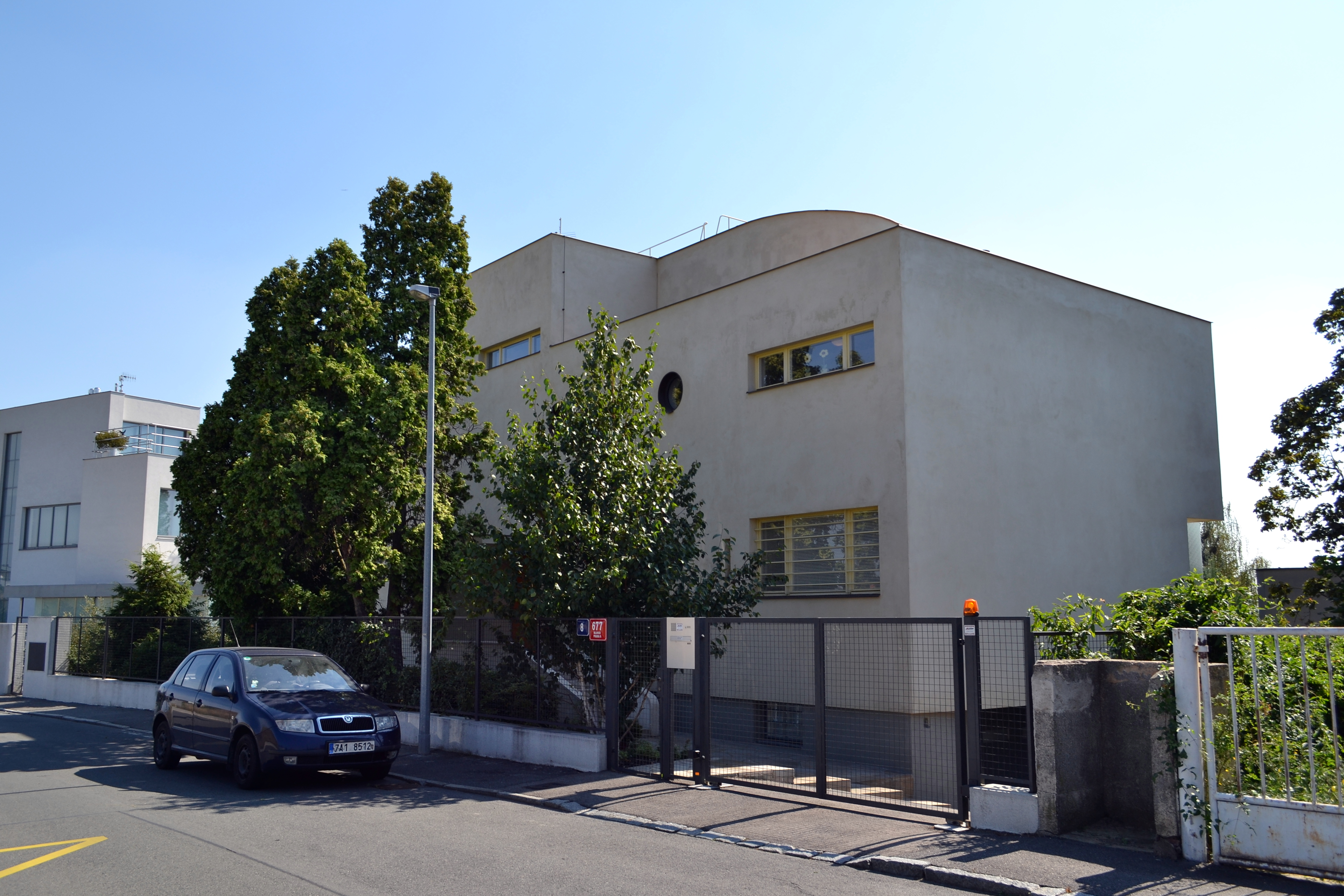
Vila Lídy Baarové od architekta Ladislava Žáka z roku 1937 v Praze 6, Neherovská 8

### Rodina
Narodila se do rodiny úředníka pražského magistrátu Karla Babky (1886–1965) a jeho manželky Ludmily, rozené Fenclové (1890–1945) . Matka byla operní pěvkyní a hrála na klavír. Občas zpívala ve sboru opery Národního divadla, ale většinou se věnovala rodině. Zemřela na následky infarktu během policejního výslechu. Společně měli ještě druhou dceru Zorku (1921–1946). Druhou manželkou Karla Babky byla herečka Marcela Nepovímová (1919–2005).
Rodinný přítel Jindřich Šimon Baar byl vzorem pro volbu jejího uměleckého jména.

### Činnost před válkou a za války

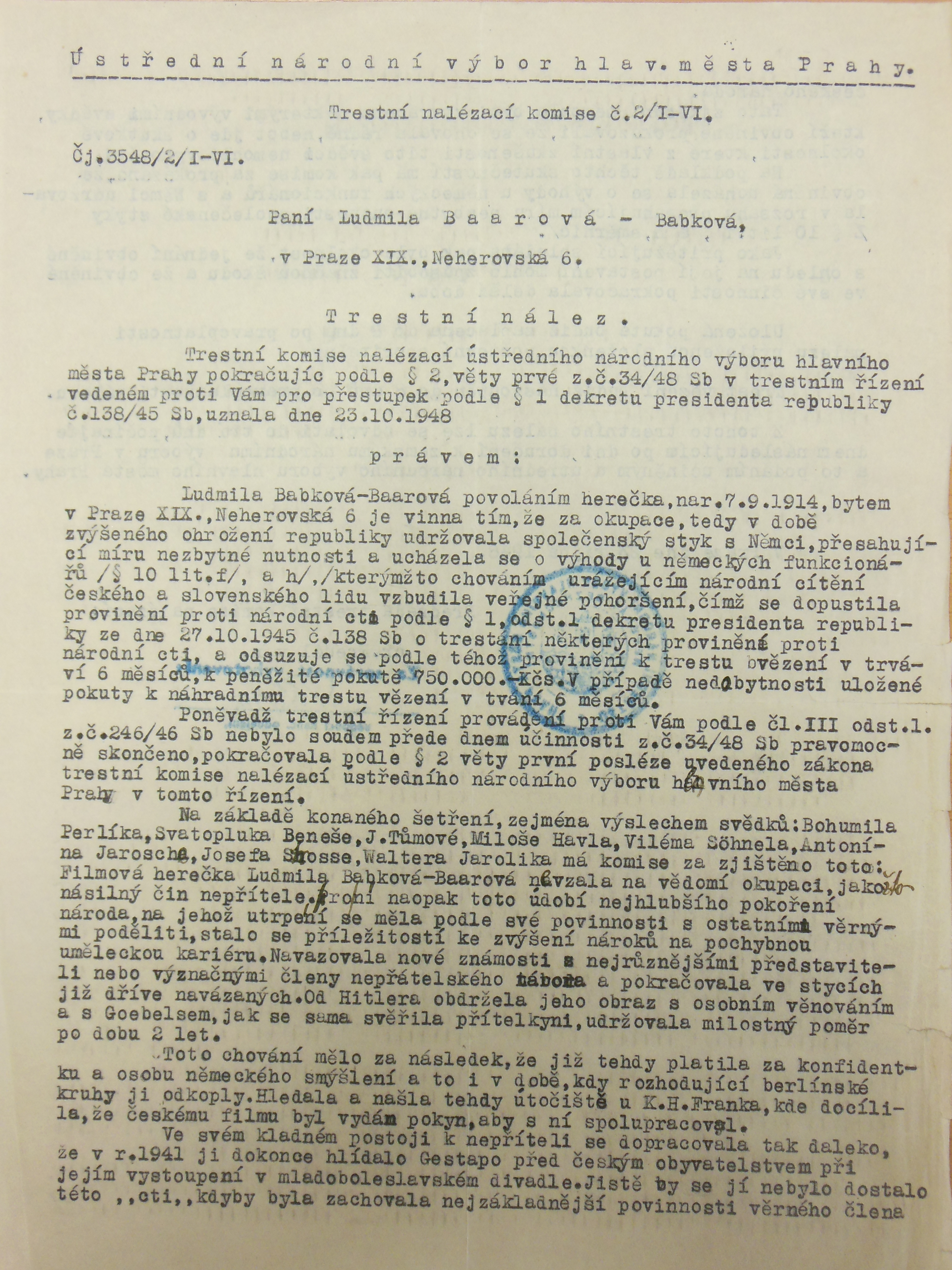
Trestní nález Trestní nalézací komise Ústředního národního výboru Hlavního města Prahy.

Lída Baarová byla od počátku 30. let vyhledávanou filmovou představitelkou sličných dívek a mladých žen. S další slavnou českou herečkou Adinou Mandlovou se Baarová setkávala na proslavených večírcích u Miloše Havla a při dalších společenských událostech. Mandlová ve svých memoárech napsala: „Měla jsem vždycky Lídu moc ráda, přestože jsme byly velké konkurentky, ale nikdy jsme proti sobě neintrikovaly, což je v showbusinessu velmi řídký jev."
Z českých filmařů měla vztah s režisérem Karlem Lamačem a zamiloval se do ní i Vlasta Burian, který se kvůli ní chtěl rozvést. Několik let žila ve vztahu s německým hercem Gustavem Fröhlichem, který se zřekl své židovské manželky, aby neutrpěla jeho herecká kariéra.

Ve 30. letech natáčela v hitlerovském Německu. Bulvární tisk tvrdil, že je milenkou tehdejšího říšského ministra propagandy Josepha Goebbelse, který ovládal německý filmový průmysl. Baarová to popírala a uváděla, že se s Goebbelsem pouze zná. V rámci poválečného vyšetřování se pak hájila tím, že Goebbels na ni naléhal a že nakonec jeho svodům neodolala:
„Zájem pana ministra o mne se však projevoval víc a víc různými pozváními, květinami k premiérám. Na všechny moje premiéry chodil, kruh se kolem mne stále více a více svíral. Bránila jsem se…, ale neubránila.“
Do aféry se nakonec v roce 1939 vložil sám Hitler, na jehož příkaz musel Goebbels zanechat kontaktů s Baarovou. Goebbels Hitlerovi nabídl svou rezignaci, chtěl odejít s Baarovou jako vyslanec do Japonska, což ale Hitler nepřijal. Důvodem bylo, že se Hitler snažil udržet vztah Goebbelse a Goebbelsovy ženy Magdy. 
Baarová měla po aféře s Goebbelsem zakázáno natáčet v Německu, vrátila se proto v roce 1939 do Čech. Během německé okupace udržovala vztah s ministrem protektorátní vlády Jaroslavem Kratochvílem, dvojitým agentem Paulem Thümmelem nebo s Františkem Teunerem. Jinou kontroverzní figurou, s níž Baarová udržovala kontakt, byl český literát a nacistický kolaborant Felix Achille de la Cámara. Pro Baarovou napsal námět k filmu Dívka v modrém a připravoval i propagandistický protizednářský scénář Čtverylka lásky. S Baarovou počítal pro hlavní ženskou roli, ale film nakonec zůstal nerealizován. Cámara uvedl herečku také do okultních kruhů, v nichž se sám pohyboval. Baarová o něm však později nechtěla vůbec mluvit, pouze naznačovala, že jí tyto styky velmi ublížily.
V roce 1941 jí bylo zakázáno filmovat na území Protektorátu, odešla proto do Itálie. Zde pokračovala v natáčení filmů, mezi nimiž byly i snímky Pekařka (La Fornarina) nebo Nosorožec (L'Ippocampo), ve kterém si zahrála po boku budoucího slavného režiséra Vittoria De Siky. Její slibně se rozvíjející herecká práce byla ovšem záhy přerušená. Po vylodění spojeneckých vojsk v Itálii se ještě před koncem války herečka musela vrátit do Prahy.

### Po válce

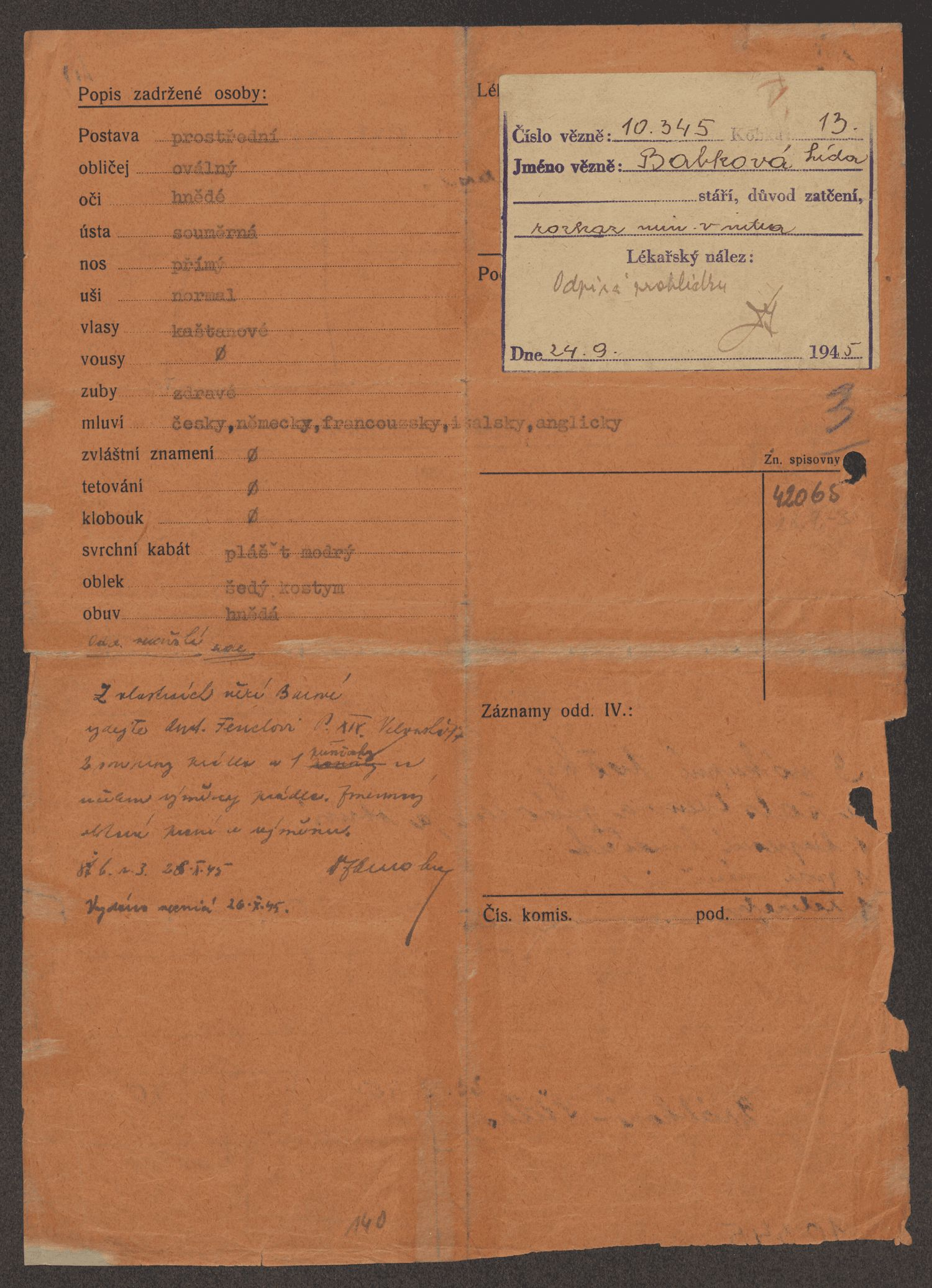
“Popis zadržené osoby” ze soudního spisu proti Lídě Baarové z roku 1945 (SOA Praha)

Na konci války uprchla do Německa, ale byla internována americkými okupačními orgány, byla vyšetřována CIC a 23. září 1945 byla předána do Československa. Byla vyšetřována a vězněna za údajnou kolaboraci. Po 16 měsících vězení a výslechů (v jejím případě vypovídalo 80 svědků) byly všechny žaloby a obvinění postupně vyvráceny. Dopoledne na Štědrý den v roce 1946 byla propuštěna. „Nebylo prokázáno,“ konstatovalo se v návrhu veřejného žalobce mimořádného lidového soudu, „že se obviněná Lída Baarová dopustila udavačství ani že podporovala nacismus spoluprací s gestapem nebo SD. Její styky s Goebbelsem a Hitlerem nespadají do doby zvýšeného ohrožení republiky. Pokud se stýkala s význačnými německými osobnostmi v době okupace, šlo o to, aby jí bylo umožněno hraní ve filmu, takže tyto styky lze klasifikovat jako činy podle dekretu č. 138/45 Sb.“
V této době zemřela hereččina matka, během jednoho z policejních výslechů týkajícího se Baarové dostala infarkt. Její sestra Zorka Janů, která dlouhodobě trpěla psychickými problémy, spáchala sebevraždu poté, co ji jako sestru „kolaborantky“ v roce 1946 vyobcovali z divadla. Svůj život ukončila skokem z okna rodinné vily v Praze na Hanspaulce. Z nejbližších příbuzných Baarové tak zůstal naživu jen otec, který se však potýkal s vážnými zdravotními problémy (prodělal amputaci dolní končetiny).
V lednu 1948 bylo trestní řízení proti Lídě Baarové definitivně zastaveno. Lída Baarová se provdala 27. července 1947 za loutkáře Jana Kopeckého (potomka známé loutkářské rodiny Kopeckých a, jak uvádí ve svých pamětech, synovce komunistického ministra informací Václava Kopeckého).  V té době jezdila se svým mužem a hrála loutkové divadlo a po únorovém převratu – opět za mimořádně dramatických okolností – spolu utekli do Rakouska. Zde poznala svého druhého muže, lékaře Kurta Lundwalla (syna opavského stavitele Julia Lundwalla). Žila s ním dohromady 23 let, manželství však uzavřeli až v roce 1969. Lundwall zemřel v roce 1972 a herečka se už nikdy potom znovu neprovdala.

### Závěr života

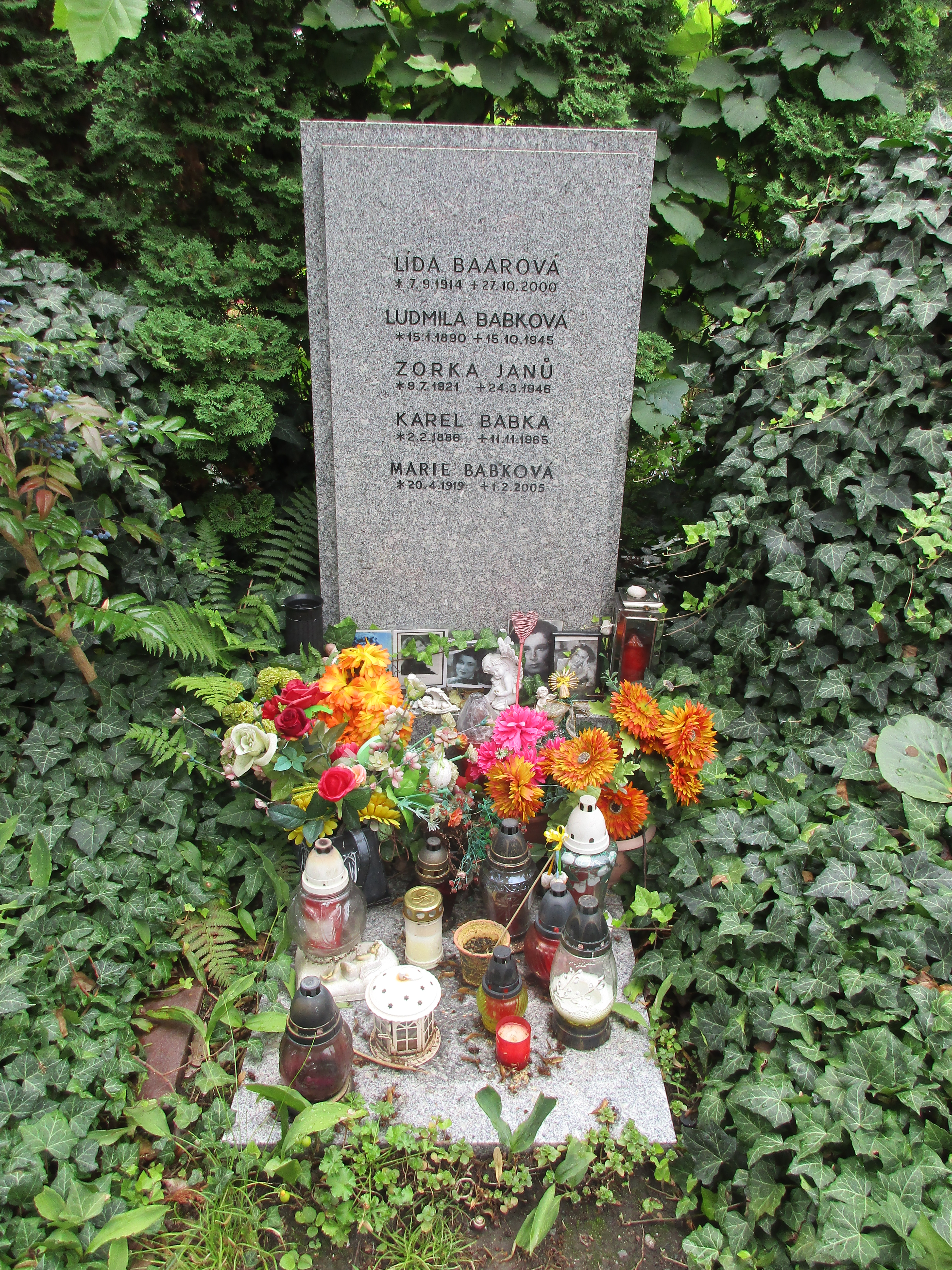
Rodinný hrob v Praze–Strašnicích

Po smrti svého manžela žila Baarová sama ve svém bytě v rakouském Salcburku. Do Československa se po roce 1989 vrátila už pouze na několik dní, počátkem devadesátých let, aby se zúčastnila autogramiády v Praze a naposledy navštívila místa, která měla spjatá s tolika vzpomínkami. S postupujícím věkem se stále více stranila veřejnosti. Spolu s chátrajícím zdravím propadala také čím dál větší závislosti na cigaretách, lécích a alkoholu. V pozdním věku za ní přijížděli někteří z jejích bývalých spolupracovníků a přátel (například režisér Otakar Vávra, jenž o herečce natočil dokument z cyklu GENUS), ale také novináři či filmaři, kteří se zajímali o hereččiny osudy (například režisérka Helena Třeštíková, která o herečce natočila dokument Zkáza krásou).
Ve svém salcburském bytě Lída Baarová ve věku 86 let zemřela. Rozloučení proběhlo nejprve 8. listopadu 2000 na městském hřbitově v Salcburku, následně pak 9. ledna 2001 ve strašnickém krematoriu v Praze. Její urna je uložena v rodinném hrobě v Praze-Strašnicích.

## Herecká kariéra

### V českém filmu
Lída Baarová se jako filmová herečka prosadila těsně po nástupu zvukového filmu. Ještě jako sedmnáctiletá studentka konzervatoře debutovala v roce 1931 ve filmu Kariéra Pavla Čamrdy. Protože studenti měli zákaz účinkování ve filmu, byla Baarová z konzervatoře vyloučena a soustředila se výhradně na svoji filmovou dráhu. Hned na jejím počátku se objevila v úspěšných komediích po boku Vlasty Buriana (Lelíček ve službách Sherlocka Holmese, Funebrák), což jí vyneslo popularitu. I poté hrála v lidovějších komediích, které sice kritika nechválila, ale publikum zbožňovalo (Okénko, Madla z cihelny, Zlatá Kateřina apod.). Baarová se brzy stala jednou z největších filmových hvězd českého filmu 30. let, ročně stihla natočit až šest snímků.
Filmaře zaujala hlavně svým atraktivním vzhledem a fotogeničností, čemuž odpovídaly také její role – nejčastěji ztělesňovala romantické hrdinky a svůdné krásky v komediích, melodramatech či operetách. Zajímavější herecké příležitosti dostala od režiséra Otakara Vávry. V psychologickém dramatu Panenství si zahrála roli mladé životem zkoušené prodavačky. V populární komedii Dívka v modrém mohla v hlavní dvojroli prokázat své komediální nadání (za roli byla v roce 1940 oceněna Národní cenou). Naposledy se ve Vávrově režii objevila v psychologickém historickém snímku Turbina. Šlo zároveň o jednu z jejích posledních rolí v domácím filmu. Po roce 1941 totiž Baarová dostala od německé správy zákaz účinkování v českých filmech.
Až na sklonku druhé světové války ji Martin Frič obsadil do filmu 13. revír, z jehož natáčení však Baarová odešla, když se dozvěděla, že filmaři s ní ve skutečnosti už nepočítají. Role prostitutky Fróny byla následně přeobsazena Danou Medřickou. Film byl dokončován v roce 1945 v éře zestátněné kinematografie, kde už pro Baarovou nebylo místo vzhledem k jejím stykům s nacisty, za které byla souzena.

### V zahraničním filmu
Lída Baarová zůstává jednou z mála českých hereček, kterým se podařilo prosadit v kontextu evropského filmu. V polovině 30. let dostala nabídku od německé filmové společnosti UFA, jejíž studia byla přezdívána „evropským Hollywoodem“. Od roku 1935 do roku 1938 točila Baarová v Německu několik filmů ročně a byla zde velmi populární. Jejím prvním německým filmem, který se stal rovnou diváckým hitem, bylo výpravné romantické drama Barkarola. Baarová tu hrála hlavní roli po boku Gustava Fröhlicha, velké hvězdy německého filmu, s nímž poté tvořila pár i ve skutečnosti. Tato slibně se rozvíjející kariéra však skončila v roce 1939. Když vyšla najevo její milostná známost s Goebbelsem, musela Německo opustit.

V době, kdy slavila úspěchy v německých filmech, dostala dokonce nabídku od hollywoodské společnosti MGM na několikaletou smlouvu v Americe. Baarová však odmítla, což později označovala za největší chybu svého života:
„Byla jsem hloupá rozmazlená mladá holka, která měla všechno, peníze, muže a slibnou kariéru po celé Evropě. Jednou za mnou přišli dva muži od společnosti MGM a ptali se mě, jestli bych nechtěla do Ameriky. Já ale byla zvyklá na to, že mě lidé poznávali a uctívali, nechtěla jsem zase začínat jako bezejmenná herečka, byť za velkou louží. Nikdo mi tehdy neřekl: Vezmi si to nejnutnější a honem koukej být pryč. Sedm let jsem mohla pracovat v Americe a nic by se mi bývalo nestalo. To pokládám za největší chybu svého života.“

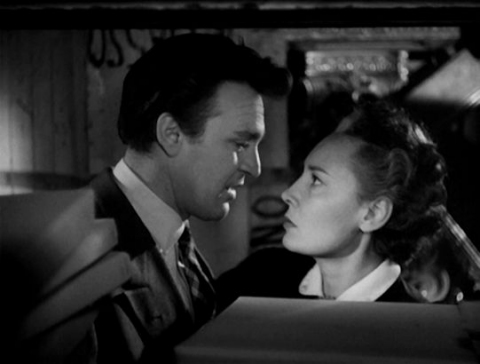
Snímek obrazovky filmu I vitelloni (1953), Franco Fabrizi a Lída Baarová

Po zákazu účinkování v německých i českých filmech se Baarová po roce 1941 do závěru druhé světové války objevila v několika italských filmech. Italští režiséři ji obsazovali i později v 50. letech, kdy se po emigraci z Československa k filmovému herectví vrátila. Jejím nejvýznamnějším snímkem, v němž ztvárnila jednu z vedlejších rolí, jsou v tomto období Darmošlapové Federica Felliniho. Než Baarová svou filmovou kariéru na konci 50. let definitivně uzavřela, stihla se objevit také v několika španělských filmech. Později se v Rakousku věnovala již jen divadlu.

### V divadle
Již během studia na Konzervatoři hostovala v pražském Národním divadle , v letech 1931–32 hrála rovněž v Divadle Vlasty Buriana. Během svého pobytu v Německu vystupovala ve hře „Der erste Frühlingstag“ v Komorním divadle při Německém divadle a v Bahrově hře „Josefina“ ve Volksbühne. Po návratu z Německa vystupovala s činoherním souborem Karla Jičínského. Do pražského Národního divadla se vrátila jako host v letech 1940–1942. Po druhé světové válce vystupovala ještě šest let (do roku 1966) v divadlech v Německu a v Rakousku.

#### Divadelní role, výběr
- 1931 Rudolf Bernauer, Rudolf Österreicher: Konto X, role: Komtesa Juliette, Divadlo Vlasty Buriana, režie Vlasta Burian
- 1931 Ferdinand Bruckner: Alžběta Anglická, Dívka, Národní divadlo, režie Karel Hugo Hilar (Lída Baarová, ještě pod jménem Lída Babková, uvedena jako člen souboru žáků)
- 1932 Rudolf Österreicher, Ludwig Hirschfeld: Kozderka to prozradí, Dolly, Divadlo Vlasty Buriana, režie Vlasta Burian (Lída Baarová alternovala v této roli s Marií Rosůlkovou)
- 1932 Vilém Werner: Právo na hřích, Věra (j.h.), Stavovské divadlo, režie Milan Svoboda
- 1940 Edward Sheldon: Romance, Ghita Cavallini (j.h.), Prozatímní divadlo, režie Vojta Novák
- 1941 Hermann Sudermann: Domov, Magda (j.h.), Národní divadlo,  režie Zvonimír Rogoz
- 1941 Oldřich Kerhart: Josef Mánes, Komtesa Josefina (j.h.), Prozatímní divadlo, režie Aleš Podhorský
- 1942 Manfred Hausman: Lilofee, Lilofee (j.h.), Prozatímní divadlo, režie Aleš Podhorský
- 1963 Karel Čapek: Věc Makropulos, Emilia Marty, Rakousko

## Ocenění
- 1940 Národní cena (za roli komtesy Blanky ve filmu Dívka v modrém)[23]

## Filmografie

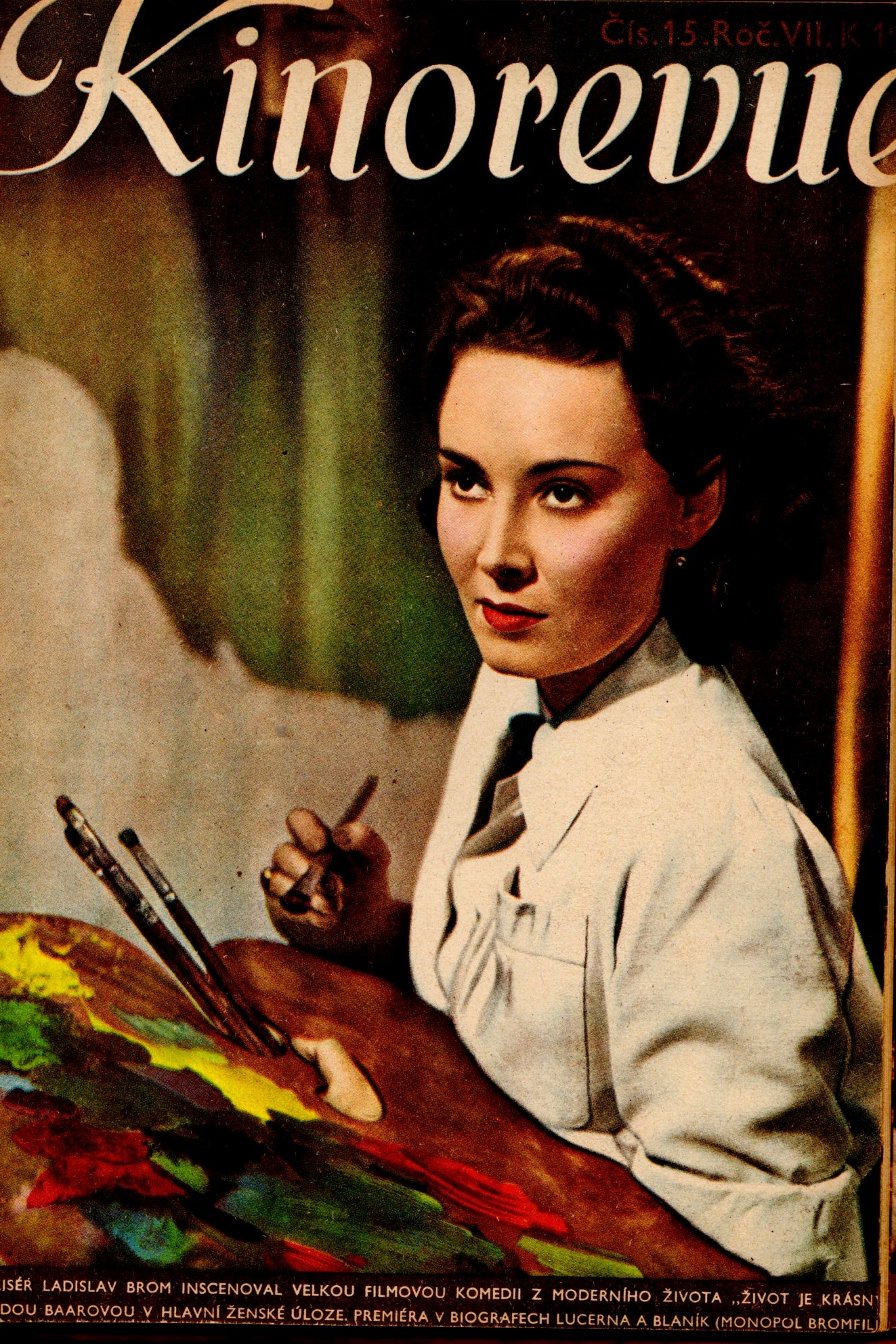
Kinorevue 27. 11. 1940, titulní strana (Lída Baarová ve filmu Život je krásný)

### Filmy natočené v ČSR
- Obrácení Ferdyše Pištory (1931)
- Kariéra Pavla Čamrdy (1931)
- Zapadlí vlastenci (1932)
- Lelíček ve službách Sherlocka Holmese (1932)
- Šenkýřka u divoké krásky (1932)
- Růžové kombiné (1932)
- Malostranští mušketýři (1932)
- Funebrák (1932)
- Jsem děvče s čertem v těle (1933)
- Madla z cihelny (1933)
- Okénko (1933)
- Sedmá velmoc (1933)
- Její lékař (1933)
- Pokušení paní Antonie (1934)
- Pán na roztrhání (1934)
- Na růžích ustláno (1934)
- Zlatá Kateřina (1934)
- Dokud máš maminku (1934)
- Grandhotel Nevada (1934)
- Komediantská princezna (1936)
- Švadlenka (1936)
- Panenství (1937)
- Lidé na kře (1937)
- Maskovaná milenka (1939)

### Filmy natočené v Německu
- Einer zuviel an Bord (Muž přes palubu, 1935)
- Leutnant Bobby, der Teufelskerl (Poručík Bobby, čertův chlapík, 1935)
- Barcarole (Barkarola, 1935)
- Verräter (Zrádce, 1936)
- Die Stunde der Versuchung (1936)
- Patrioten (1937)
- Unter Ausschluss der Öffentlichkeit (1937, Baarová natáčení nedokončila)
- Die Fledermaus (Netopýr, 1937)
- Die Kronzeugin (Korunní svědkyně, 1937, Baarová natáčení nedokončila)
- Liebeslegende (Legenda lásky, 1938)
- Der Spieler – Roman eines Schwindlers (Hráč, 1938)

### Filmy natočené v Protektorátu Čechy a Morava
- Ohnivé léto (1939)
- Dívka v modrém (1940)
- Život je krásný (1940)
- Maskovaná milenka (1940)
- Artur a Leontýna (1940)
- Paličova dcera (1941)
- Za tichých nocí (1941)
- Turbina (1941)

### Filmy natočené v Itálii
- La Fornarina (Pekařka, 1942)
- Ti conosco, mascherina! (Mě neoklameš, 1943)
- Grazia (1943, pravděpodobně nedokončeno)
- Vivere ancora (Ještě žít, 1944, Baarová film nedokončila)
- Il Cappello da prete (Kněžský klobuk, 1944)
- L’Ippocampo (Mořský koník, 1945)
- Gli amanti di Ravello (Milenci z Ravella, 1950)
- La Bisarca (Náklaďák, 1950)
- La vendetta di una pazza (Pomsta bláznivé ženy, 1952)
- Carne inquieta (Znepokojující maso, 1952)
- 1953 Gli innocenti pagano (Nevinní musejí platit)
- 1953 Pietà per chi cade (Soucit s padlými)
- 1953 I Vitelloni (Darmošlapové), režie: Federico Fellini
- 1958 Il Cielo brucia (Nebe v plamenech) – role: maminka holčičky

### Filmy natočené ve Španělsku
- 1955 La Mestiza (Míšenka) – role: Sara
- 1956 Todos somos necesarios (Všichni jsme potřební) – role: Laura
- 1956 Viaje de novios (Cesta snoubenců) – role: Adela
- 1956 Miedo (Strach) – role: Carlosova žena
- 1956 Retorno a la verdad (Návrat k pravdě)
- 1957 El Batallón de las sombras (Batalión stínu) – role: Luisa
- 1957 Rapsodia de sangre (Krvavá rapsodie) – role: Anna Vladimira Solovová

### Filmy o Lídě Baarové
- 1995 Sladké hořkosti Lídy Baarové (Lída Baarová’s Bittersweet Memories) (TV film), režie: Helena Třeštíková
- 2001 Hitlerovy ženy (The Loves of Adolph Hitler)
- 2016 Zkáza krásou (TV film), námět a scénář: Helena Třeštíková, režie: Helena Třeštíková, Jakub Hejna[24]
- Lída Baarová (2016)

### Filmy s údajnou účastí Lídy Baarové
- Männer müssen so sein (Muži jsou takoví, 1939, zdroje uvádějí Baarovou, ta však ve filmu nehraje)

## Autobiografie
- Útěky – nakladatelství '68 Publishers, 1983 – sepsal Josef Škvorecký na základě rozhovoru s Baarovou[25]
- Života sladké hořkosti, 1991 – pod knihou je podepsána přímo Baarová, ale je možné, že ji napsal František Kožík[25]